# Кошут Марія Василівна
Марія Василівна Кошут (1923, Івано-Франківська область — ?) — українська радянська діячка, ланкова колгоспу імені Марка Черемшини Косівського району Івано-Франківської області. Депутат Верховної Ради СРСР 6-го скликання.

## Біографія
Народилася в селянській родині. Освіта неповна середня. Працювала у власному сільському господарстві.
З 1946 року — колгоспниця, з 1947 року — ланкова колгоспу імені Марка Черемшини села Кобаки Косівського району Станіславської (Івано-Франківської) області.
Член КПРС.

## Нагороди
- орден Трудового Червоного Прапора
- медалі